# Trun (Suisse)
Pour les articles homonymes, voir Trun.
Trun est une commune suisse du canton des Grisons, située dans la région de Surselva.

Vue aérienne (1957).

Le peintre et illustrateur Alois Carigiet y est né et mort.
Au 1er janvier 2012, elle absorbe la commune voisine de Schlans.